# San Piero a Sieve
San Piero a Sieve è un centro abitato del comune di Scarperia e San Piero. Si trova nella città metropolitana di Firenze. È stato un comune italiano, che nel 2010 contava 4 065 abitanti in tutto il suo comune, fino al 1º gennaio 2014, quando è stato fuso con Scarperia formando il nuovo comune di Scarperia e San Piero. Nel territorio di San Piero a Sieve è localizzata la Villa medicea del Trebbio, dal 2013 nell'elenco del patrimonio dell'umanità dell'UNESCO.

## Geografia fisica
L'abitato di San Piero a Sieve si trova a 212 m s.l.m. e sorge sulla confluenza del fiume Sieve e del torrente Carza, al centro della Valle del Mugello e al termine della Valle del Carza. Il territorio dell'ex comune di San Piero a Sieve, che si sviluppa per 36,57 km2, è diviso in due parti distinte: una collinare, a sud-ovest dell'abitato e un'area maggiormente pianeggiante a nord. L'escursione altimetrica è compresa fra i 194 m e i 615 m, in corrispondenza del Poggio di Cupo a sud-ovest.
- Classificazione sismica: zona 2 (sismicità medio-alta), Ordinanza PCM 3274 del 20/03/2003
- Classificazione climatica: zona E, 2151 GG
- Diffusività atmosferica: media, Ibimet CNR 2002

## Storia
(Francesco Niccolai, 1914)

### Dalla preistoria agli Etruschi
Le più antiche tracce di presenza umana nel territorio di San Piero risalgono al Paleolitico Medio. Nelle località di Lucigliano, Toro, Le Mozzete, San Giusto a Fortuna sono stati rinvenuti numerosi strumenti di pietra selce, come punte di lancia, raschiatoi, ecc.
I ritrovamenti archeologici più importanti, però, sono quelli legati alla presenza degli Etruschi, che ci testimoniano la presenza di una società già organizzata in insediamenti stabili a carattere urbano. Uno dei segni più importanti della presenza etrusca a San Piero è la tomba arcaica delle Mozzete (databile tra il VII ed il VI secolo a.C.), della quale ormai restano visibili solo degli enormi pietroni e lo straordinario ritrovamento in località Monti di una serie di tombe scavate a pozzetto con relativi corredi funebri, organizzate come una vera necropoli (VII secolo a.C.), posta a metà del pendio del Colle di San Martino. L'area produttiva, divisa dall'area funebria da una struttura muraria, era composta di due fornaci, alcuni ambienti artigiani e un pozzo. Probabilmente, l'insediamento e l'area dell'acropoli etrusca potrebbero essere sorti sulla sommità del colle, dove nel 1200 fu eretta la Chiesa di Sant'Anna e nel XVI secolo la Fortezza medicea di San Martino.
I reperti archeologici ritrovati sono conservati presso il Museo Archeologico Comprensoriale di Dicomano, fra cui lo stampino su bucchero riproducente il knielauf, ovvero l'uomo che corre inginocchiato, e numerosi reperti ceramici e buccheri.
La successiva colonizzazione romana ha lasciato sul territorio una diffusa presenza, testimoniata nei nomi delle località e dai ritrovamenti archeologici.

### Il Medioevo e la famiglia Medici
Il borgo di San Piero a Sieve nasce come nodo stradale presso l'antico ponte che, oltrepassando la Sieve, conduceva attraverso l'antica strada (derivata dal tracciato romano della Flaminia Militare) che valicava l'Appennino al passo dell'Osteria Bruciata. È questo, l'essere sempre stato un nodo viario di grande rilevanza, l'elemento che caratterizza la storia del paese mugellano. La sua importanza deriva infatti dalla strada postale che sino al XVIII secolo l'attraversava e fu l'unica che da Firenze permetteva di giungere a Bologna. Dunque, per tornare alle origini, il primo agglomerato urbano si sviluppa nell'XI secolo (anche se la presenza di una torre di guardia dove oggi sorge Villa Schifanoia e di un villaggio/castello attorno ad essa è probabile che fosse già presente da un paio di secoli), in prossimità del ponte sulla Sieve, dopo la costruzione della chiesa plebana di San Pietro e prende il nome di "Villa". Nel secolo successivo, il 17 ottobre 1105, come si evince da un "atto giudiciale" redatto in presenza della Contessa Matilde, assume il nome di Villa Sevae. Il nome definitivo di San Piero a Sieve risulta sia stato attribuito nel 1117, unendo la denominazione del borgo a quello della Pieve. Originariamente San Piero a Sieve apparteneva alla potente famiglia feudale degli Ubaldini da Coldaia. L'economia della comunità era esclusivamente rurale. La presenza di un mercato di bestiame favoriva il passaggio e la permanenza di genti in questi luoghi e sviluppava negli abitanti quell'attitudine allo scambio, al confronto e al dialogo che rimarrà e si rafforzerà nel tempo fino ai giorni nostri. 

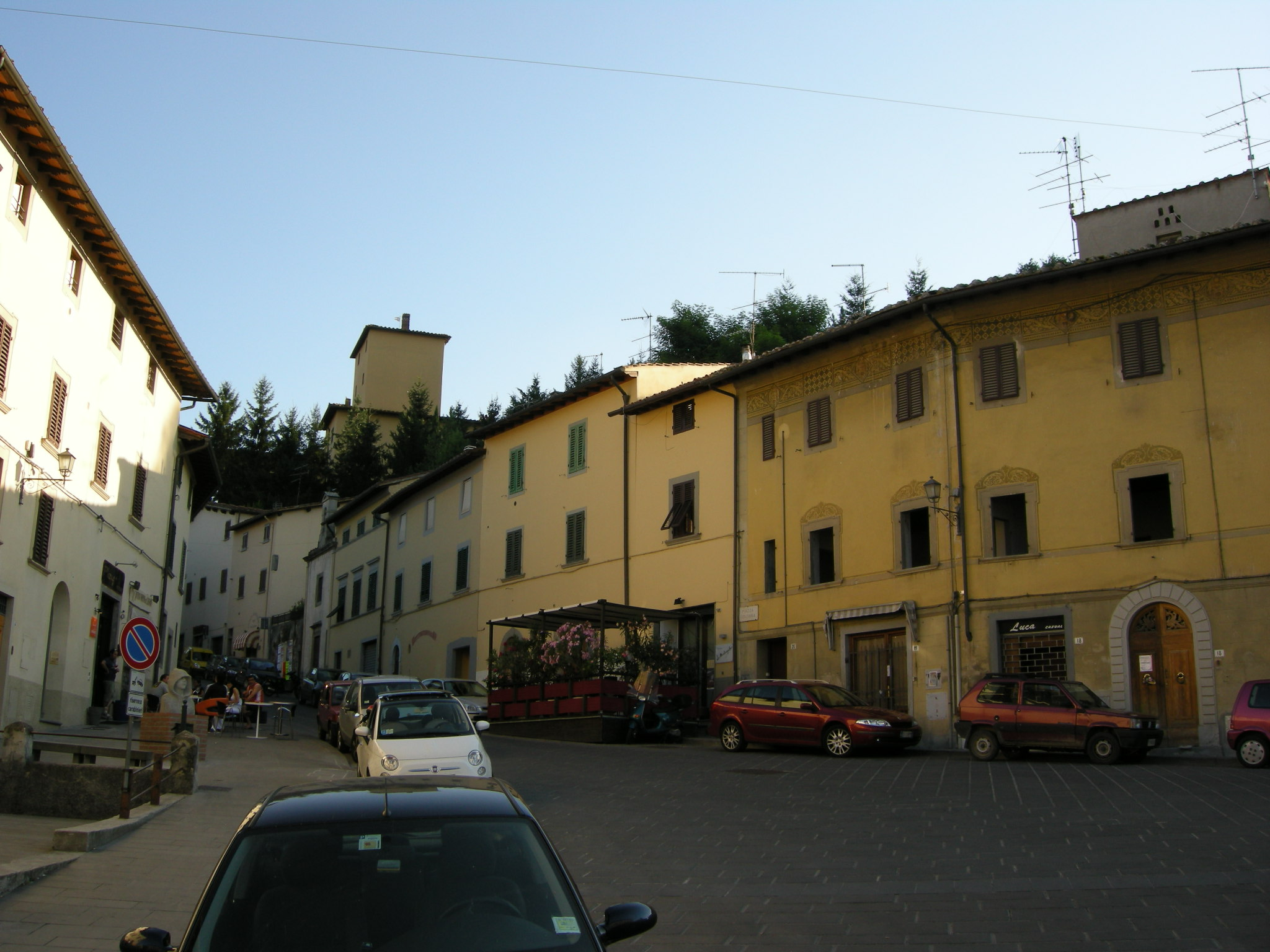
Piazza Colonna

Successivamente i Medici entrano in possesso di tutta la zona. Questo avviene nell'ambito di un preciso progetto politico-amministrativo di natura espansiva che vede, prima la Repubblica Fiorentina poi i Medici, avviare un processo teso ad estendere il controllo su tutto il contado per poter esercitare la gestione delle principali vie di comunicazione, che erano in possesso delle grandi famiglie feudali (come gli Ubaldini e i Guidi per ciò che riguarda il Mugello) che fino ad allora spadroneggiavano sull'Appennino.
L'impulso che i Medici diedero allo sviluppo di questa terra è notevole. Certo è, che, quando decisero di tornare nelle verdi valli del Mugello rispondevano anche ad un sentimento naturale. È infatti opinione comune affermare, obbedendo a un'antica consuetudine, che i Medici abbiano ricevuto i natali nel Mugello, anche se non esiste alcun documento che lo conferma. Inoltre, il fatto di essere tornati a vivere nel Mugello, quasi a voler respirare l'aria degli antenati, di avervi edificato ville e fortezze, una volta consolidato il proprio potere economico e politico, può indurre a ritenere verosimile che i Medici siano stati realmente carbonai di Campiano, un piccolo borgo in collina, a ridosso della pianura di Cafaggiolo, dove in seguito Cosimo il Vecchio fece costruire all'architetto Michelozzo Michelozzi la famosa villa. Non si ha però alcuna notizia su chi sia stato il primo a spostarsi dalla campagna per approdare a Firenze. Il borgo di San Piero a Sieve ricevette una spinta notevole in relazione all'operosità dei Medici: s'ingrandì ed acquisì una certa importanza nel quadro politico mugellano, segnando anche un aumento della popolazione. Il transito di un numero sempre maggiore di persone rese necessario la realizzazione di strutture destinate all'accoglienza ed all'ospitalità. Proprio per questo, nel 1275 fu creato un "hospitale" prospiciente alla piazza della Pieve, nel borgo, ad opera del "presbiter Gianbonus" come si evince dalla lapide scritta lasciata durante la costruzione. Altri spedali furono realizzati lungo la strada a Novoli, nel 1335, e a Tagliaferro, quest'ultimo affiancato da un albergo.
Un'opera che riveste un valore strategico per la storia successiva della comunità, è la costruzione del ponte sulla Sieve. Il ponte, uno dei più antichi su questo fiume, fu realizzato dai famosi maestri muratori fiorentini: Niccolò di Ciardo, Francesco Carletti e Giovanni Mercati. Finalmente San Piero a Sieve poteva contare su un sicuro ponte in muratura che andava a sostituire quello in legname e pietra che aveva fino ad allora garantito il passaggio del fiume. Con questo evento San Piero a Sieve consolidava la propria funzione di mercato e luogo di sosta per i viaggiatori, commercianti e pellegrini. L'essere poi situato su una strada postale consolida questo ruolo. È un dato ormai acquisito dalla storiografia l'importanza di questo tipo di strade per le comunità che ne sono toccate. La Firenze-Bologna, passando per il Passo del Giogo, considerata una postale e tale rimase fino all'apertura della nuova arteria per la Futa (1759). Questo collegamento era di primaria importanza per lo scambio tra le due regioni interappenniniche. Il viaggio tra le due città richiedeva almeno due giorni di cavallo e prevedeva una sosta con cambio di cavalli appunto a San Piero a Sieve, favorendo così scambi, commerci e affari.
Tra il XIV e il XV secolo San Piero a Sieve vive il momento di maggior prestigio, in relazione naturalmente ai successi della politica medicea. Fu in questo periodo che questi eressero ville e castelli. A testimonianza dell'interesse della famiglia di banchieri fiorentini si può citare l'impulso che questi diedero a una fabbrica di stoviglie, con fornace e casa colonica per i gestori, che all'epoca divenne molto famosa, per la qualità e la quantità del prodotto. C'è da dire che gli abitanti di San Piero a Sieve contraccambiarono sempre con lealtà l'impegno che i Medici profondevano verso la loro terra. Nel 1351 collaborarono con Giovanni de' Medici all'assedio di Scarperia. Più tardi accolsero con gioia il ritorno dei Medici alla Signoria fiorentina: "O Mugellani udite; scampanano a festa: tornati sono i Medici astuti, nostro incremento e onore!", cantavano gli abitanti del paese. Alla fine del XIV San Piero a Sieve fu posta anche a capo della lega di Tagliaferro, che univa tutti i popoli dell'area circostante, compreso quello di Vaglia con la Pieve di San Cresci a Macioli.
A San Piero ebbe alcune abitazioni sotto Schifanoia anche Bernadetto de' Medici, cugino di Lorenzo, oggi ancora riconoscibili ma più volte rimaneggiate e ridotte all'anonimato. Più tardi nel borgo vi nacque e visse Michele del Tavolaccino, detto Scoronconcolo, che come sicario di Lorenzino de' Medici assassinò a colpi di coltello il primo duca di Firenze, Alessandro de' Medici, cugino di quest'ultimo.

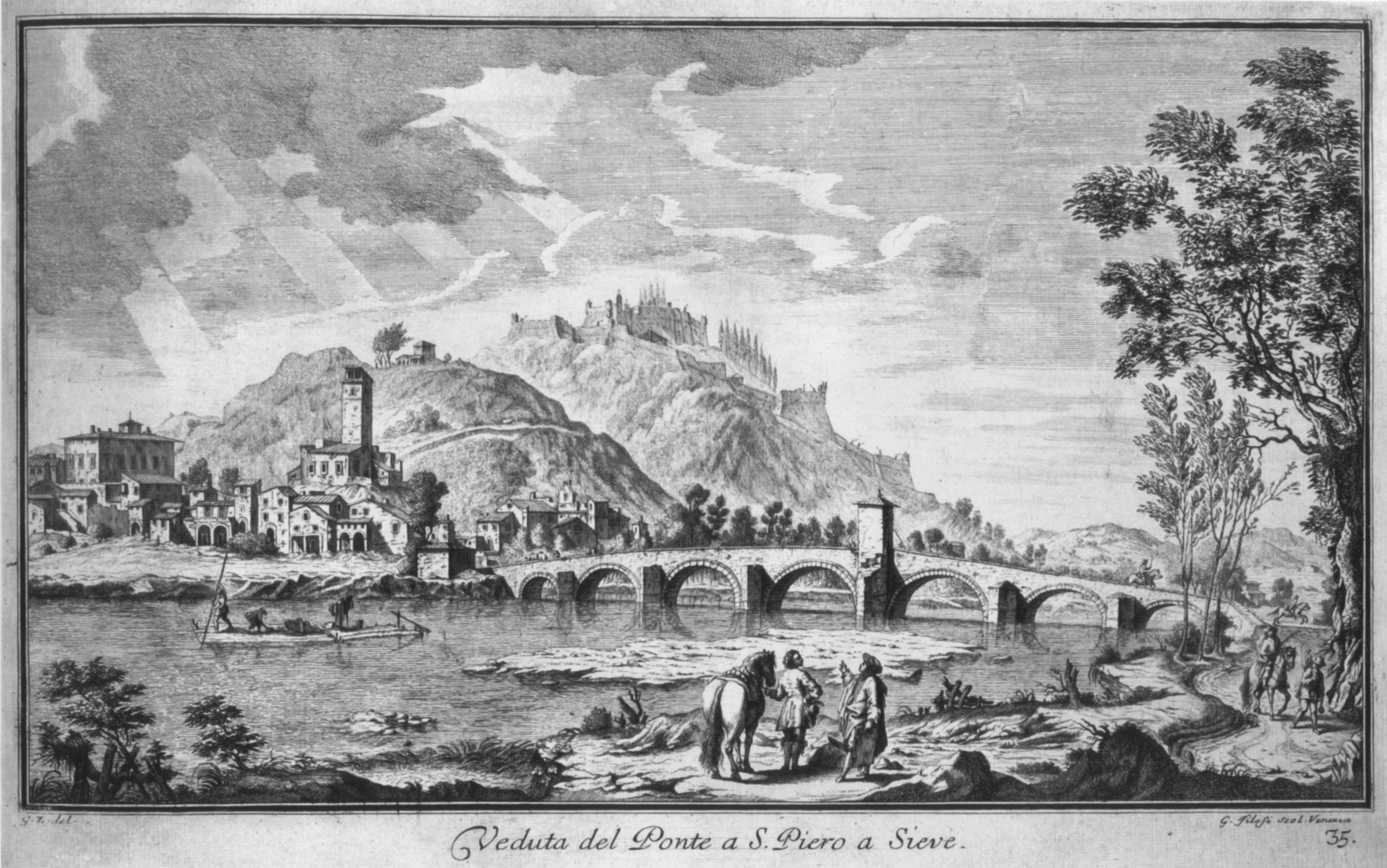
Antica incisione dello Zocchi

### Dal XV al XIX secolo
Verso la fine del XV secolo, in relazione ad un momentaneo disinteresse dei Medici nei con fronti dei propri possedimenti in Mugello iniziò un periodo di declino e nel 1551 anche la lega di Tagliaferro fu posta sotto il Vicariato di Scarperia. Unico momento di rinascita per il borgo fu quando Cosimo I de' Medici decise di costruire la più grande fortezza medicea proprio sul colle che domina l'abitato. Dal 1569 e per i 30 anni successivi la grande opera diede lavoro a molti paesani e si formarono diverse fornaci in tutto il contado per la fabbricazione di mattoni.
In concomitanza della caduta dei Medici nel XVII secolo, anche il borgo sulla Sieve vive un lungo periodo di stagnazione socio-economica, dovuto anche al passaggio del Granducato prima agli Asburgo-Lorena e poi ai Francesi con la conquista da parte di Napoleone. Con i Francesi il Granducato vide crollare la sua economia florida, dovuta al periodo dei Lorena, e anche tutta la vallata del Mugello conosce un lungo periodo di stallo.

### Dal XIX secolo ai giorni nostri
Con il ritorno dei Lorena e la restaurazione del Granducato anche l'economia inizia a rifiorire e con il Granduca Leopoldo II di Toscana tutto il territorio ebbe un periodo di crescita grazie alla costruzione e completamento delle strade del Muraglione e della Futa. Inoltre il granduca iniziò il progetto della Ferrovia Faentina che sarà poi costruita circa mezzo secolo più tardi.
Anche il borgo di San Piero in questo periodo vede delle grandi modificazioni. La più importante è la costruzione della Via Provinciale che andava a sostituire la vecchia via della posta, angusta e molto in salita in alcuni suoi punti. Con la costruzione della nuova via, molto larga per permettere il passaggio di ogni tipo di mezzo e completamente in piano, fu anche abbattuto l'antico ponte medioevale e ricostruito uno molto più grande e solido, anche per resistere alle frequenti piene della sieve. Per questo motivo in seguito la via provinciale e l'asse che si congiungeva ad essa che portava a Barberino, furono innalzate a formare argini per difendere la parte bassa del paese dalle alluvioni.
Economicamente San Piero vide una grande rinascita fine del XIX secolo, quando, con la costruzione della stazione ferroviaria arrivarono i primi treni favorendo la circolazione di persone e di merci. A questo proposito si può affermare, che, lungo tutta la tratta Firenze-Faenza, San Piero a Sieve era una delle stazioni più significative, alla quale facevano capo i cittadini di Barberino, Scarperia e Firenzuola. Adiacente alla stazione infatti fu costruiti una locale adibito allo smistamento postale e un grande magazzino per le merci. Infine sorse alle spalle della stazione il più grande caseificio della zona.

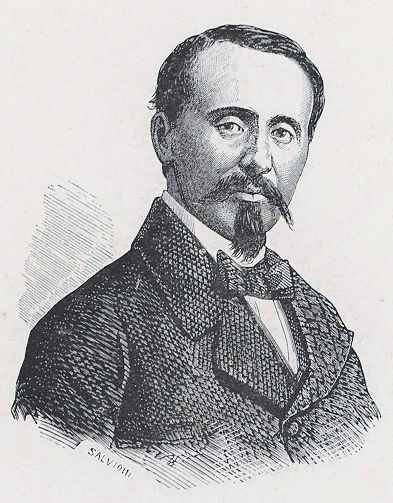
Luigi Guglielmo Cambray-Digny

Nell'arco dell'Ottocento vissero a San Piero due personaggi che poi divennero famosi nell'Italia del XIX secolo. Il primo fu il Conte Luigi Guglielmo Cambray-Digny, proprietario della Villa di Schifanoia e della Fattoria adiacente. Con lui, grande studioso delle pratiche agricole, l'azienda divenne centro nevralgico agricolo, non solo di San Piero ma di tutto il Mugello: migliorò molto le condizioni dei mezzadri e nei pressi del paese fece costruire persino una fabbrica di attrezzi agricoli. In seguito fu Ministro dell'agricoltura, dell'industria e del commercio al primo mandato, Ministro delle finanze al secondo e poi infine Senatore. A San Piero mantenne la carica di Gonfaloniere (durante il granducato) e Sindaco fino a quasi la sua morte.

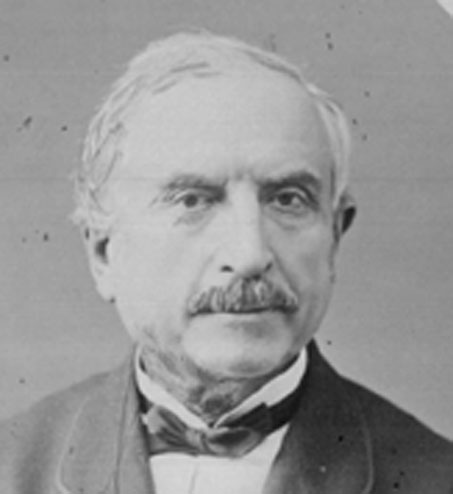
Pietro Cipriani

L'altro fu Pietro Cipriani che vide i natali proprio nel paese. Fu un grande medico e docente universitario già a giovane età all'epoca del Granducato. Studioso del Colera che in quegli anni affliggeva molte città, diresse molti ospedali della Toscana e anche dell'Italia in generale durante queste epidemie. La carriera politica fu molto attiva specialmente durante il risorgimento e in seguito fu fatto senatore durante il regno. La casa natale è segnalata oggi da una targa, si trova in Piazza Colonna dove sorge la Casa del popolo nel "Palazzo Cipriani".
Nel corso dell'ultimo secolo San Piero a Sieve subisce gli effetti e le conseguenze dei due conflitti mondiali come gli altri comuni del Mugello. Nel 1914, il minatore socialista Pietro Romagnoli, tornato dalla Francia di Jean Jaurès, fondò la sezione sanpierina del PSI, che poi nel 1921 si scisse con il PCI. Gli effetti della Grande Guerra e del terremoto del 29 giugno 1919 colpirono profondamente l'economia e la società mugellana, in un contesto prevalentemente governato dalla mezzadria, in particolare da poche famiglie, come i Cambray Digny, i Corsini e i Gerini, i quali cercarono di reprimere le rivolte e le proteste delle Leghe Bianche e delle Leghe Rosse contadine, anche attraverso l'utilizzo dello strumento squadrista, che portò all'assissinio del primo colono per mano squadrista della Toscana, Giovanni Sitrialli. 

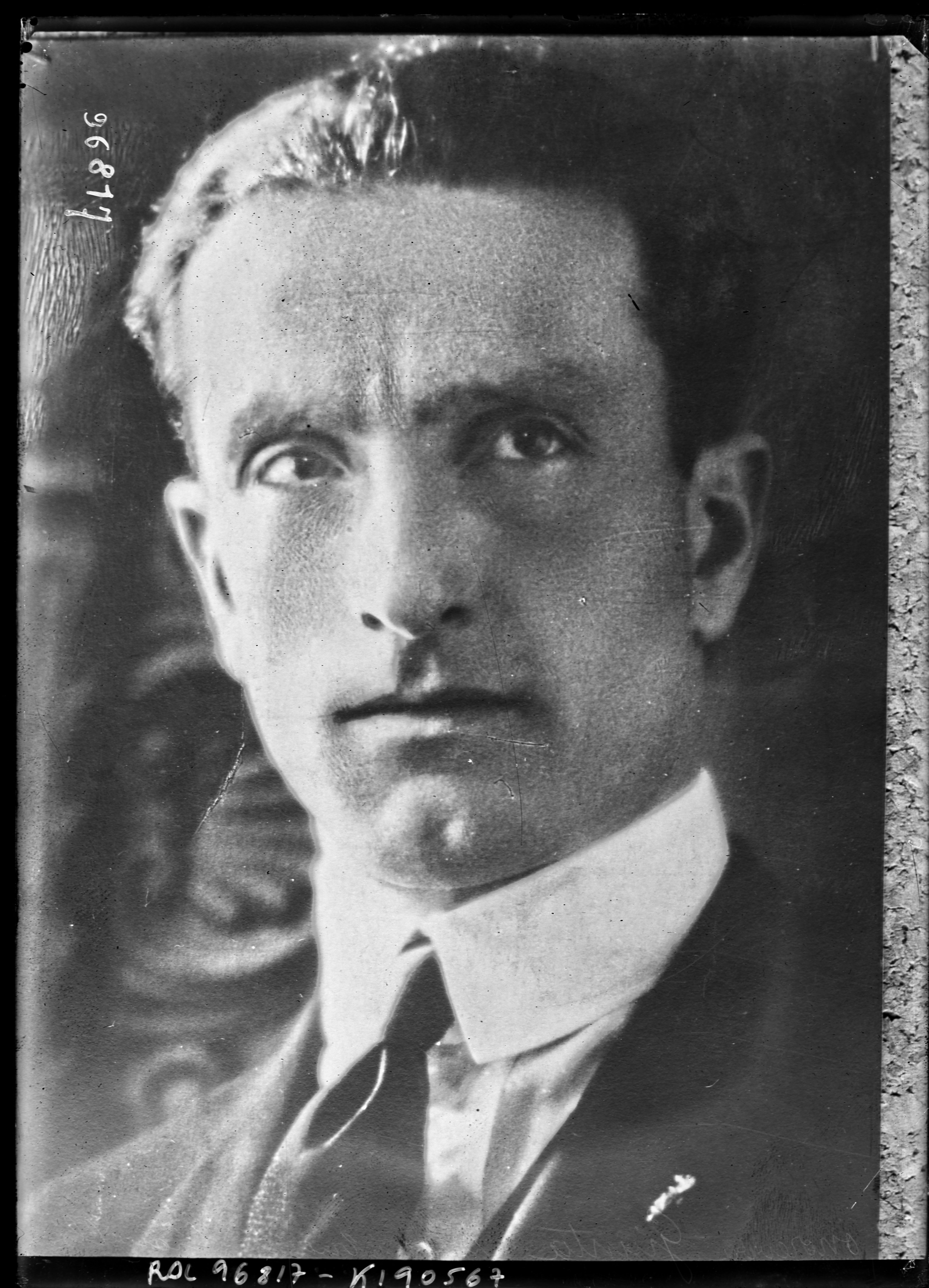
Francesco Giunta

Nel 1920 fu costituito in Villa Schifanoia il Fascio di combattimento, a cui aderirono molte personalità di spicco, come il Dottor Antonino Giunta e le grandi famiglie terriere locali. San Piero a Sieve fu il paese natio di Francesco Giunta (figlio di Antonino), noto gerarca fascista, inventore dello squadrismo di confine, Segretario del Partito Nazionale Fascista, Sottosegretario alla Presidenza del Consiglio dei Ministri fra il 1927 e il 1932 e Governatore della Dalmazia nel 1943. 
La partecipazione dei suoi cittadini alla Resistenza è attiva, così come dimostrano le memorie che i protagonisti ci hanno lasciato, come i partigiani della Formazione partigiana "Fanfulla" (Mario Cesari, Luigi e Eugenio Lorenzi, Raffaello Degl'Innocenti, Francesco Boretti...), come anche i racconti della Famiglia Lorenzi Romagnoli, che fu la più colpita dalla violenza fascista durante il ventennio a San Piero a Sieve.  
Nel Parco della Rimembranza, adiacente alla Pieve di San Pietro, eretto su volontà del Cavaliere Antonio Frilli a memoria dei caduti della Prima guerra mondiale e inaugurato il 7 settembre 1925, ospita dal 1954 anche le lapidi a ricordo delle vittime civili e militari della Seconda guerra mondiale e a memoria dei tre partigiani caduti di San Piero a Sieve: Domenico Trifilò (1921-1944) siciliano, partigiano della Formazione partigiana "Fanfulla", trucidato dai tedeschi a Castellaccio nel giugno 1944, Aldo Fedi (1921-1945) caposquadra della 303° SAP, deportato nel campo di concentramento di Mauthausen e deceduto il 28 gennaio 1945 a Peggau e Silvano Stefanacci (1924-1945), partigiano nella 118° Brigata partigiana Servadei, morto in seguito alla Liberazione di Milano per mano di un cecchino repubblichino il 28 aprile 1945. 
Il paese, liberato alle ore 14:00 del 10 settembre 1944 dalla 91° Divisione americana, cominciò a ripopolarsi. Infatti, per circa un mese, la maggior parte delle famiglie sanpierine si erano rifugiate all'interno della Fortezza di San Martino e presso il Collegio serafico del Bosco ai Frati per scampare ai bombardamenti e alle incursioni tedesche. 
Dopo l'amministrazione provvisoria dell'ex podestà Vieri Bencini, furono nominati sindaci dal CLN Ferdinando Frandi e Gino Parigi, che ressero l'amministrazione comunale fino alle prime elezioni comunali libere del dopoguerra che premiarono il Blocco per la ricostruzione (PCI, PSIUP), guidato da Gino Dreoni. Allo stesso tempo, gli esiti del referendum istituzionale del 2 giugno 1946, videro l'elettorato di San Piero a Sieve fortemente propendente per la Repubblica, che raccolse l'81,7% dei voti, contro il 18,3% dei favorevoli alla monarchia. 
Il paese lacerato dai bombardamenti alleati e dalle esplosioni provocate dai tedeschi in ritirata verso la Linea Gotica, contò numerosi danni alle abitazioni come alle infrastrutture, come ad esempio il Ponte sulla Carza, il Ponte sulla Sieve, la Pieve di San Pietro e numerose abitazioni del Centro Storico (Via Calimara, Piazza Colonna, Via Cipriani). Secondo il prospetto del 12 settembre 1946 il 7,6% delle abitazioni furono distrutte e il 43,2% danneggiate, con circa 300 senza tetto, che crearono un apposito comitato. 
Attualmente è anche una delle località di fine tappa della Via degli Dei, che collega Bologna a Firenze.

### Simboli
Lo stemma del comune di San Piero a Sieve era stato concesso con decreto del presidente della Repubblica del 27 luglio 1987.
Il gonfalone municipale era un drappo di bianco.

## Monumenti e luoghi d'interesse

### Architetture religiose

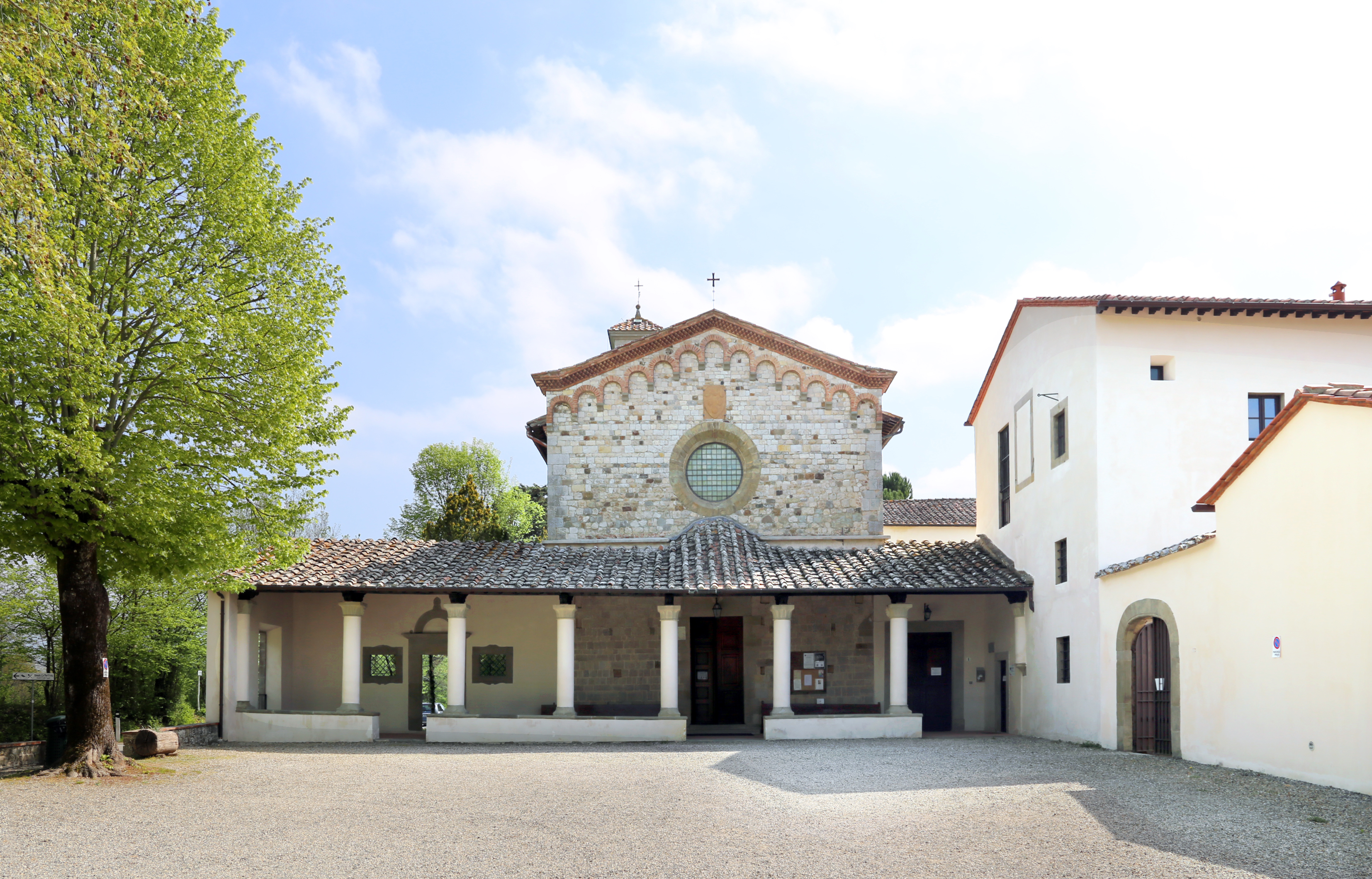
La facciata del convento del Bosco ai Frati

- La facciata del convento del Bosco ai FratiIl convento del Bosco ai Frati molto probabilmente fu fondato dagli Ubaldini nel VI secolo, poi divenne il cenobio dei Basiliani (XI secolo; successivamente, fino al 1206 fu occupato da alcuni eremiti e quindi donato, insieme a gran parte del bosco a San Francesco di Assisi (i Francescani entrarono in questo convento nel 1212). Qui vissero, fra gli altri, il Venerabile Giovanni da Perugia detto lo Scalzo, Vicario Generale al tempo di San Francesco ed il padre Benedetto da Gavorraccio. Nel 1349 il convento fu quasi del tutto abbandonato a causa della peste e rifiorì solo nel 1420 quando Cosimo I il Vecchio, dopo averlo comprato, lo ricostruì; fece ampliare il refettorio, erigere il campanile, il chiostro, la sagrestia, la cisterna e il loggiato, quest'ultimo su progetto di Michelozzo, il quale modificò la chiesa di San Bonaventura, compresa nel convento, dotandola di un portico a colonne all'esterno; invece all'interno, abbellì l'unica navata con delle volte a crociera ed ampliò il coro poligonale. Anteposto a questo si trova un dossale di legno del Seicento, con intarsi in oro, recante l'arme dei Medici.

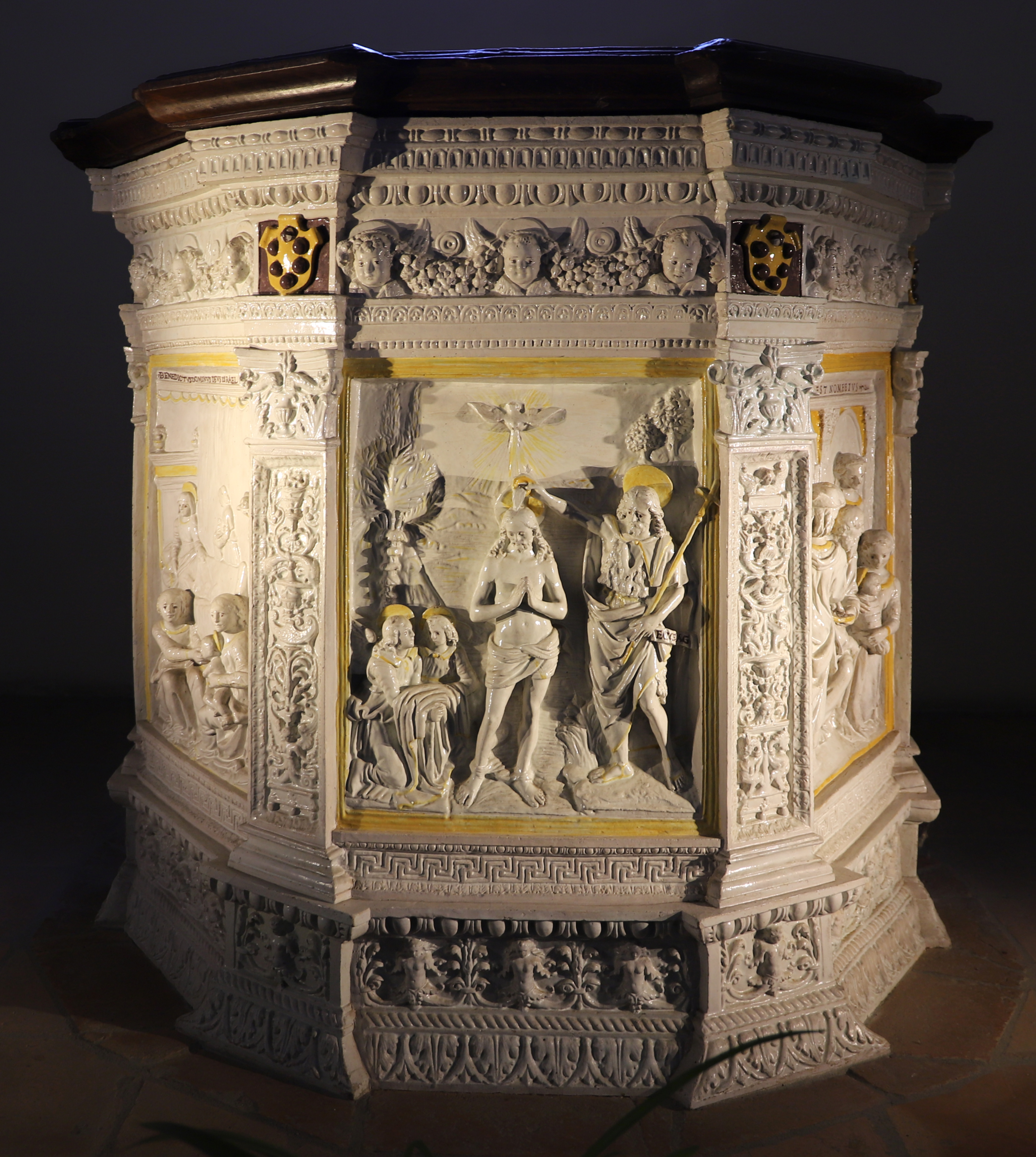
Fonte battesimale robbiano

- Fonte battesimale robbianoLa facciata della pieve di San Pietro è prospiciente su una piazzetta, dove si trova la statua di San Pietro, di Girolamo Ticciati. La pieve ha tre porte d'ingresso e una reca la data del restauro del 1776; fu fatta riedificare dal pievano Leonardo di Bernardo de' Medici, vescovo di Forlì e presenta uno stile cinquecentesco. Nel 1906 fu rifatta la torre campanaria, che ha forma quadrata, costruita nel 1607. La pieve è in filaretto, sopraelevata nella parte centrale e all'interno ha tre navate, cinque arcate a tutto sesto, sorrette da cinque pilastri quadrangolari: resta il dubbio se le arcate fossero sostenute dai pilastri o da colonne celate all'interno di essi, dato che la pieve subì dei restauri, con i quali, fra l'altro, fu rialzato il pavimento e furono costruite volte per la copertura. Anche l'abside fu demolita e venne sostituita da una tribuna rettangolare, lasciando però tracce della vecchia costruzione, che ne fanno intuire l'antica origine. Il fonte battesimale in terracotta invetriata della Scuola di Giovanni della Robbia, (1508 circa) è a sei facce, recanti quadri rappresentativi della vita di San Giovanni Battista e stemmi dei Medici sugli angoli.
- L'Oratorio della Compagnia, posto dalla parte opposta della Pieve di San Pietro, dove è tradizione celebrare la messa di Ferragosto dell'Assunta, è nata come ospizio o ospedale. Nel corso del tempo la sua funzione mutò fino al XVIII secolo, dove l'edificio fu consacrato e divenne la sede della Compagnia dell'Assunta (oggi Venerabile Confraternita di Misericordia di San Piero a Sieve). Fra il settembre 1944 e l'ottobre 1946, a causa dei danni riportati alla Pieve dall'esplosione del 9 settembre 1944 del Ponte sul torrente Carza, ospitò le funzioni religiose ordinarie.
- La Cappella dell'Assunta, locata in via dell'Antica Posta, è attualmente gestita e utilizzata dalla Misericordia di San Piero a Sieve come camera ardente.
- All'interno della chiesa di San Niccolò a Spugnole si può osservare un dipinto della prima metà del secolo XIV, rappresentante Maria Santissima, che viene festeggiata per l'Ascensione, situato sull'altare maggiore
- La chiesa di San Giusto a Fortuna conservava una terracotta invetriata attribuita al Rossellino, la Vergine col Bambino che fu portata al Museo Nazionale di Firenze. Il territorio di Fortuna apparteneva ai Vescovi fiorentini.
- La chiesa di Santo Stefano a Cornetole è ricordata fino dal 1123, anche se ha avuto una ricostruzione nel 1840-1850. I suoi patroni furono i Pitti-Gaddi e poi i Medici.
- La chiesa di Sant'Jacopo a Coldaia fu sotto il patronato degli Ubaldini fino all'XI secolo, poi appartenne ai Medici fino al 1835; essa conserva un dipinto i cui soggetti fanno trasparire la delicatezza dei lineamenti, la Vergine col Bambino e tre figure di santi nello sfondo. Questo dipinto era custodito nella vecchia chiesa di San Niccolò, che si trovava nelle vicinanze della chiesa di Sant'Jacopo a Coldaia.
- La chiesa di San Lorenzo a Gabbiano nel Duecento appartenne ai frati Vallombrosani e fu adibita ad ospizio; nel 1632 un frate vallombrosano vi costruì le sepolture dei priori e ricostruì l'altare maggiore in pietra. In questa chiesa si trova un dipinto di Jacopo Vignali, Madonna col Bambino e santi. Nei pressi della chiesa c'è la Villa La Quiete.
- La chiesa di San Michele a Lucigliano è del 1353 e in questo periodo era sotto il patronato dei Bettini. Nel 1787 fu ingrandita con l'annessione della chiesa di Santa Maria a Soli.

### Architetture civili
- L'impianto della Villa Medicea del Trebbio è ancora legato alla maniera di fortificazione medievale, piuttosto che di luogo ameno e ordinato di spirito umanistico-rinascimentale. Michelozzo mantenne la torretta di guardia dalla struttura solida priva di finestre, aggiungendovi il camminamento con beccatelli (come nel perimetro esterno), e conservando anche altri elementi tipicamente "castellani" come il fossato e il ponte levatoio. Al centro vi si trova un cortile con pozzo. Vi introdusse però delle novità dettate dalla necessità anche di svago del committente, come il giardino murato, veramente insolito per l'epoca e forse il primo esempio in una zona suburbana, che segna il rifiorire della tipologia della villa tanto cara agli antichi romani. Questo giardino è realizzato su due terrazze a destra della villa: in quella superiore si è conservato un pergolato in muratura con una doppia fila di colonne con capitelli in pietra arenaria ionici o a foglie d'acqua; in quella inferiore esisteva un secondo pergolato oggi scomparso, mentre è rimasta l'impostazione degli orti con una vasca. Nell'orto si svagava dalle preoccupazioni della vita politica cittadina Cosimo il Vecchio, che i biografi descrivono come amante della nestatura e potatura degli alberi da frutto per diletto, secondo una tecnica di cui era "intenditissimo".
- Villa le Mozzete: la Villa delle Mozzete, riedificata a più riprese su preesistenze anch'esse medicee che la tradizione storiografica fa risalire al trecento, si propone ancora oggi nella sua veste di villa fattoria. Oltre che agli aspetti architettonici del complesso edilizio l'interesse deve essere rivolto al bel parco romantico che vi è annesso, impiantato nella seconda metà del secolo scorso. In esso, oltre a molte essenze inconsuete per il Mugello, si trovano alcuni bellissimi esemplari di cedro del Libano.

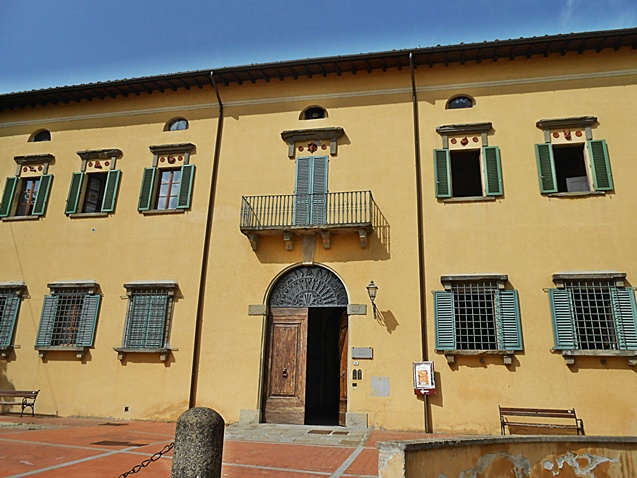
Facciata di Villa Adami

- Facciata di Villa AdamiVilla Adami: esempio di residenza signorile, ma questa volta di carattere urbano, si ritrovano nel centro antico di San Piero, lungo la via di Cafaggio. Fra questi spicca per imponenza ed eleganza di forme architettoniche, la Villa Adami. Da notare la torre Medicea inglobata nel complesso della Villa, che insieme a quella della Villa di Schifanoia e quella che sovrasta la struttura dell'albergo "La Felicina" erano a guardia dell'antica Via della Posta fra Firenze e Bologna. Attenti studi, realizzati nell'ambito del complessivo intervento di recupero predisposto in anni recenti dalla Pubblica Amministrazione, mostrano come già nel cinquecento la trasformazione in villa e la realizzazione della fronte, con la piazzetta antistante che si incardina all'incrocio fra via di Cafaggio e la strada per la Fortezza di San Martino, fossero concluse. L'apparato decorativo, composto da motivi floreali e teste di animali in laterizio, è invece di epoca più tarda, probabilmente collocabile attorno alla metà dell'Ottocento dopo che la proprietà era passata dai Medici agli Adami. È infine interessante notare che, come scrive Giuseppina C. Romby: "con la soluzione adottata la villa Adami introduce nel centro di San Piero a Sieve una tipologia residenziale di indubbia novità, quella della villa urbana che coniugava la solidità del palazzo signorile con la natura di delizia più propriamente 'agreste' della villa". Particolare interesse riveste anche la sistemazione cinque-seicentesca del giardino attorno all'edificio che assume il carattere di una vera e propria terrazza panoramica dominante l'intero aggregato urbano.Villa Schifanoia

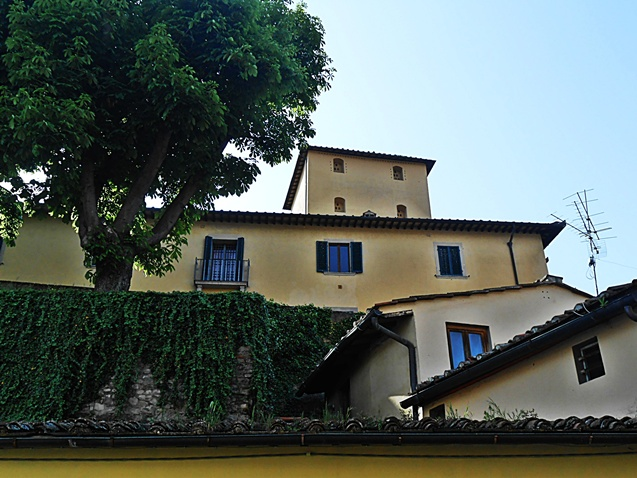
Villa Schifanoia

- Villa Schifanoia: questa villa si sviluppa intorno alla torre, contestualmente alla sua trasformazione residenziale che appare compiuta già alla metà del trecento, sono via via cresciuti annessi che hanno invaso gli spazi e le preesistenze edilizie contermini. Ma il ruolo architettonicamente dominante della torre medesima, pure trasformata in colombaia alla metà del XV secolo, permane e permarrà fino ai giorni nostri. Quando, nell'Ottocento, la villa sarà acquistata dai Cambray Digny, la sua destinazione diverrà quella della villa fattoria; centro di un'imponente azienda che dai piedi dell'antica torre si estendeva per una larga parte del prospiciente fondovalle della Sieve.
- Villa Sassolo (Villa Peratoner): si trova nella zona di Cardetole e fu costruita dai Medici come villa-fattoria(ancora esistente) nel XVI secolo dopo aver perso il possedimento della Villa del Palazzaccio di Bernadetto de'Medici, situata a poca distanza nel comune di Borgo San Lorenzo.
- Villino Corsini: appartenente alla Famiglia Corsini si trova appena usciti dal centro del paese sul pendio del colle della Fortezza Medicea di San Martino, di epoca ottocentesca.
- Villino La Quiete: situato in località Gabbiano.
- Villa Pepi: in località Spugnole, oggi non rimane che un rudere dell'antica villa Rinascimentale della potente famiglia fiorentina.
- Villino degli Ischieti: nell'omonima località sulla via Bolognese nei pressi del Castello di Cafaggiolo.
- Villa Luder: si trova sulla sommità di Montecacioli, il colle che guarda le spalle al borgo di San Piero.

### Architetture militari
- La Fortezza Medicea di San Martino fu fatta costruire da Cosimo I il 30 giugno 1569, su progetto di Baldassarre Lanci e la sua costruzione fu poi terminata da Simone Genga e da Bernardo Buontalenti; essa prese il nome da una vecchia chiesa parrocchiale di San Martino a Beriano. Il complesso si affaccia su un'altura che scende sulla Sieve; il suo scopo era quello di difendere Firenze ed era dotato di sistemi efficaci per resistere agli assedi, come cisterne, magazzini per viveri ed armi, casematte, cucine mulini a vento, armerie e forni per fondere cannoni. Il monte su cui sorgeva era addirittura attraversato da un passaggio segreto che conduceva al fiume, per poter portare i cavalli ad abbeverarsi.Vista del Bastione degli Orti della Fortezza

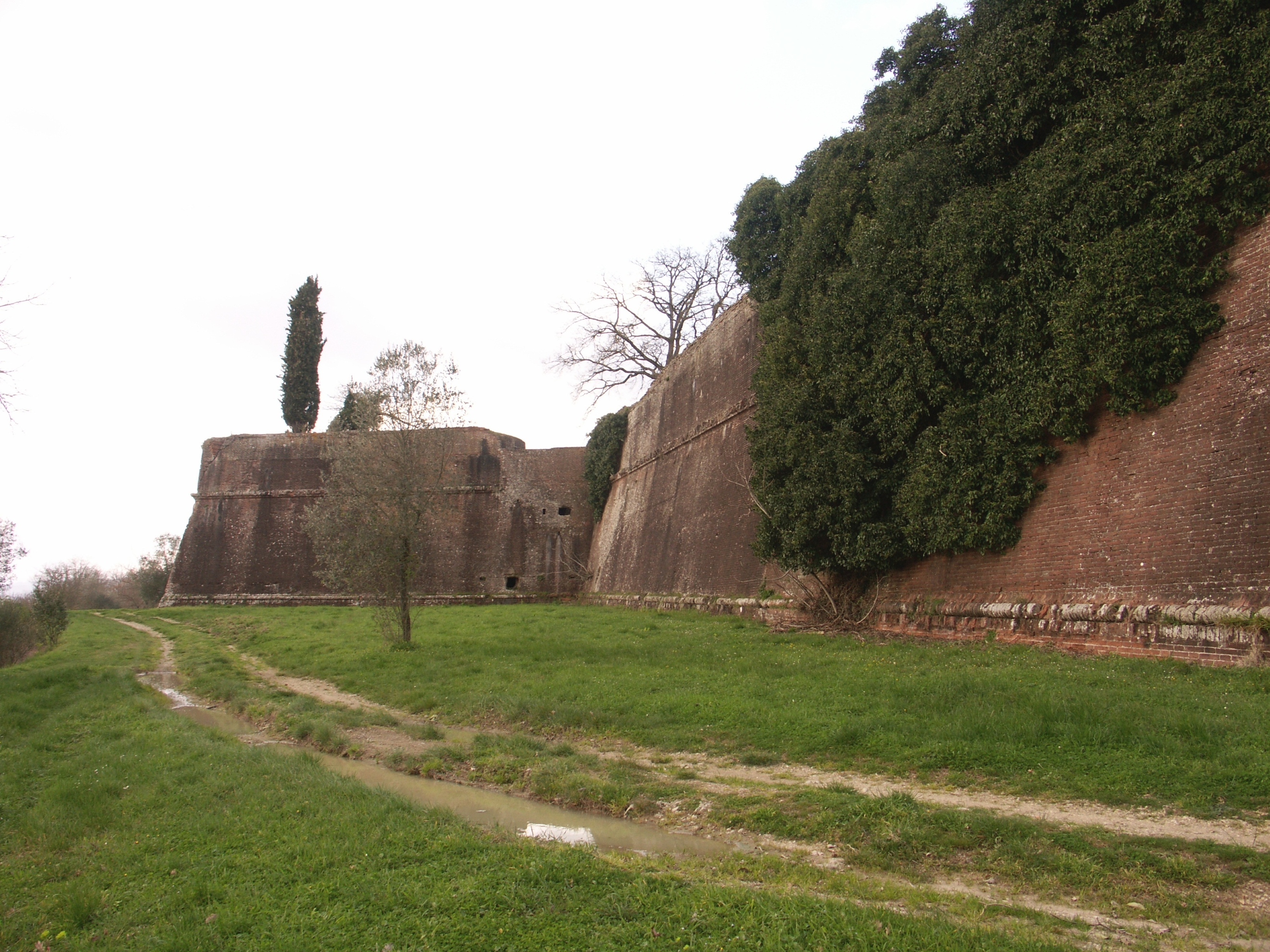
Vista del Bastione degli Orti della Fortezza

- A Spugnole anticamente si trovava un castello degli Ubaldini, distrutto da Castruccio Castracani che, in tal modo, realizzava la sua vendetta contro Firenze. Nel 1324 il castello fu ricostruito e dotato di sistemi difensivi per contrastare i soldati di Giovanni Oleggio. In questa località si trova la chiesa di San Niccolò a Spugnole, nelle cui vicinanze sorge una casa colonica, già Villa dei Pepi di Firenze.
- Castello di Monterezzonico: nei pressi del paese si trova un antico castello appartenuto anch'esso alla famiglia degli Ubaldini. Il castello si trovava sull'omonimo monte a sud di San Piero a Sieve. Sulla cima del poggio si conservano notevoli resti della rocca, quali la porta con un bel portale in pietra, sormontata da una possente torre, ampi tratti di mura e, all'interno, resti di cisterne per l'acqua e altri ambienti. La conservazione di abbondanti resti della struttura è dovuta alla trasformazione del fortilizio militare in residenza signorile di membri della famiglia Medici, fino a che negli ultimi secoli fu degradata a casa colonica.

## Società

### Evoluzione demografica
Qui sono riportati gli abitanti dell'ex comune di San Piero a Sieve dal 1861 al 2011
Abitanti censiti

### Etnie e minoranze straniere
Secondo i dati ISTAT al 31 dicembre 2010 la popolazione straniera residente era di 454 persone. Le nazionalità maggiormente rappresentate in base alla loro percentuale sul totale della popolazione residente erano:
1. Romania, 177 4,13%
2. Albania, 158 3,90%

## Cultura

### Cucina
La carne ricopre un ruolo importante nella tavola mugellana. Numerosi sono gli allevamenti bovini, ovini e suini presenti nel territorio. Al Mugello si allevano bovini per la produzione della "fiorentina".

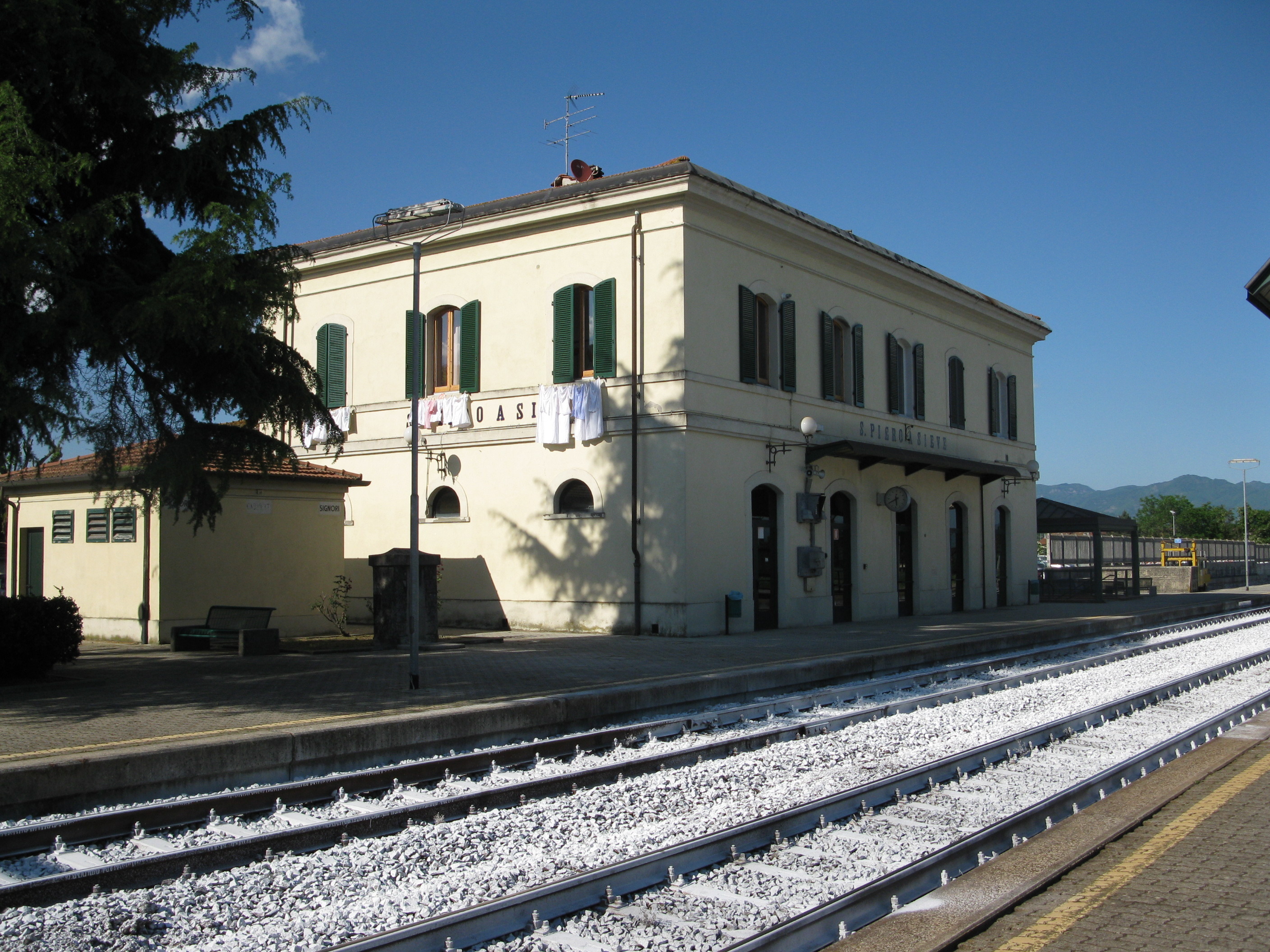
Stazione di San Piero a Sieve

## Infrastrutture e trasporti

### Infrastrutture viarie
San Piero a Sieve è attraversato dalla via Provinciale, parte della ex strada statale 551 Traversa del Mugello (oggi SP 551). Il paese è anche ben collegato alla rete autostradale grazie alla vicina uscita di Barberino di Mugello dell'autostrada A1, situata a circa 10 chilometri. Inoltre, il territorio è servito dalla viabilità locale che collega rapidamente San Piero alle frazioni limitrofe e ai principali centri del Mugello, come la strada statale 65 della Futa, importante arteria di collegamento tra Firenze e Bologna, che storicamente ha rappresentato una via strategica nei collegamenti transappenninici tra la Toscana e l'Emilia-Romagna, specialmente prima della costruzione dell’Autostrada del Sole. Fra le altre arterie viarie di collegamento troviamo la ex strada statale 503 del Passo del Giogo (oggi SP503), che collega i centri di San Piero a Sieve e Scarperia, e la strada provinciale 97 di Cardetole, che collega il paese alla via Faentina (strada statale 302 Brisighellese Ravennate). Negli ultimi anni sono stati realizzati interventi per il miglioramento della sicurezza stradale e della viabilità urbana, tra cui rotatorie e piste ciclopedonali.

### Trasporti su gomma
Per quanto riguarda il servizio pubblico su gomma il servizio è stato effettuato dalla società consortile Autolinee Mugello Valdisieve fino al 2021, anno in cui l'intero servizio per il trasporto pubblico regionale della Toscana è passato a Autolinee Toscane. 
Il paese consta di 2 fermate autobus: una nei pressi della Stazione FS, l'altra nei pressi del Parco di Cardetole. Altre fermate sono collocate nelle seguenti frazioni: Campomigliaio (2), Novoli, Casenuove Taiuti (2), Carlone, Tagliaferro, Ischieti, Mozzete (2), Camping Mugello Verde, Bivio Massorondinaio e Borgonuovo. Prima del 2018 erano disponibili altre 3 fermate su via Provinciale, che sono state poi dismesse a seguito della volontà dell'amministrazione di spostare i bus e il relativo inquinamento fuori dalla principale via del paese, creando una nuova mobilità che converge le linee autobus in via Salvo d'Acquisto (al di là della linea ferroviaria Faentina): attraverso via Giudici Falcone e Borsellino e la Strada Provinciale di Cardetole da nord e tramite la Strada Provinciale di Cardetole e via di Montecacioli da sud.

### Infrastrutture e trasporti ferroviari
Il paese ha una propria stazione ferroviaria vicina al centro del paese, al di là del torrente Carza. La stazione, inaugurata nel 1890 e facente parte della linea ferroviaria Faentina, è un importante nodo di scambio del trasporto pubblico locale per il Mugello Occidentale, in particolare per Scarperia, Galliano, Barberino di Mugello, Sant'Agata e Firenzuola. Oltre alla stazione del capoluogo comunale, è presente anche una stazione ferroviaria nella frazione di Campomigliaio, dove fermano soltanto una parte delle corse giornaliere. Fino al 1940 era operativa anche una terza stazione, in località Tagliaferro.
Infine San Piero a Sieve, è luogo di passaggio della linea AV Firenze-Bologna, dove termina la Galleria di Vaglia, la quindicesima galleria ferroviaria più lunga al mondo e la più lunga d'Italia, lunga circa 18 chilometri. Infatti nei pressi di Casaccia, inizia il breve tratto in superficie della linea AV, che si incrocia con la linea ferroviaria Faentina nei pressi di Petrona, poco dopo aver attraversato il fiume Sieve.

## Amministrazione
Di seguito è presentata una tabella relativa alle amministrazioni che si sono succedute in questo comune dal 1859 al 1º gennaio 2014, data della soppressione del Comune di San Piero a Sieve, con la fusione col vicino Comune di Scarperia.
| Periodo        | Periodo         | Primo cittadino                     | Partito                                                        | Carica       | Note   |
| -------------- | --------------- | ----------------------------------- | -------------------------------------------------------------- | ------------ | ------ |
| 1859           | 1865            | Conte Luigi Guglielmo Cambray Digny |                                                                | Gonfaloniere |        |
| 1865           | 1875            | Don Tommaso Corsini                 |                                                                | Sindaco      |        |
| 1876           | 1886            | Tommaso Cambray Digny               |                                                                | Sindaco      |        |
| 1886           | 1906            | Conte Luigi Guglielmo Cambray Digny |                                                                | Sindaco      |        |
| 1906           | 1906            | Commissario Prefettizio             |                                                                | Sindaco      |        |
| 1907           | 1909            | Marchese Filippo Corsini            |                                                                | Sindaco      |        |
| 1909           | 1920            | Marchese Antonio Gerini             |                                                                | Sindaco      |        |
| 1920           | 1922            | Ubaldo Rossi                        | Partito Popolare Italiano                                      | Sindaco      |        |
| 1922           | 1923            | Commissario Prefettizio             |                                                                | Sindaco      |        |
| 1923           | 1924            | Riccardo Tonnerini                  | Partito Nazionale Fascista                                     | Sindaco      |        |
| 1924           | 1926            | Cavaliere Vittorio Cerbai           | Partito Nazionale Fascista                                     | Sindaco      |        |
| 1926           | 1927            | Cavaliere Vittorio Cerbai           | Partito Nazionale Fascista                                     | Podestà      |        |
| 1927           | 1931            | Antonio Rossi                       | Partito Nazionale Fascista                                     | Podestà      |        |
| 1931           | 1933            | Commissario Prefettizio             |                                                                | Sindaco      |        |
| 1933           | 1938            | Cavaliere Pierino Baicchi           | Partito Nazionale Fascista                                     | Podestà      |        |
| 1938           | 1942            | Manetto Fabbroni                    | Partito Nazionale Fascista                                     | Podestà      |        |
| 1942           | 1944            | Vieri Bencini                       | Partito Nazionale Fascista                                     | Podestà      |        |
| 1944           | 1945            | Ferdinando Frandi                   |                                                                | Sindaco      |        |
| 1945           | 1946            | Gino Parigi                         |                                                                | Sindaco      |        |
| 1946           | 1955            | Gino Dreoni                         |                                                                | Sindaco      |        |
| 1955           | 1970            | Franco Ottanelli                    |                                                                | Sindaco      |        |
| 1970           | 1975            | Luigi Baggiani                      |                                                                | Sindaco      |        |
| 1975           | 13 luglio 1988  | Enrico Ricci                        |                                                                | Sindaco      |        |
| 13 luglio 1988 | 7 giugno 1990   | Mauro Dugheri                       | Partito Comunista Italiano                                     | Sindaco      | [ 20 ] |
| 29 giugno 1990 | 24 aprile 1995  | Mauro Dugheri                       | Partito Comunista Italiano, Partito Democratico della Sinistra | Sindaco      | [ 20 ] |
| 24 aprile 1995 | 14 giugno 1999  | Mauro Dugheri                       | sinistra                                                       | Sindaco      | [ 20 ] |
| 14 giugno 1999 | 14 giugno 2004  | Alessia Ballini                     | centro-sinistra                                                | Sindaco      | [ 20 ] |
| 14 giugno 2004 | 8 giugno 2009   | Alessia Ballini                     | centro-sinistra                                                | Sindaco      | [ 20 ] |
| 8 giugno 2009  | 1º gennaio 2014 | Marco Semplici                      | centro-sinistra                                                | Sindaco      | [ 20 ] |

### Gemellaggi
San Piero a Sieve è gemellato con:
- Comune Autonomo "Vicente Guerrero", Chiapas - Messico
- Bir Lehlu - Repubblica Democratica Araba dei Sahraui

## Sport
Ha sede nel Comune la società di calcio S.S. San Piero, rinominata Polisportiva nel settembre 1973, che ha disputato campionati dilettantistici regionali. 

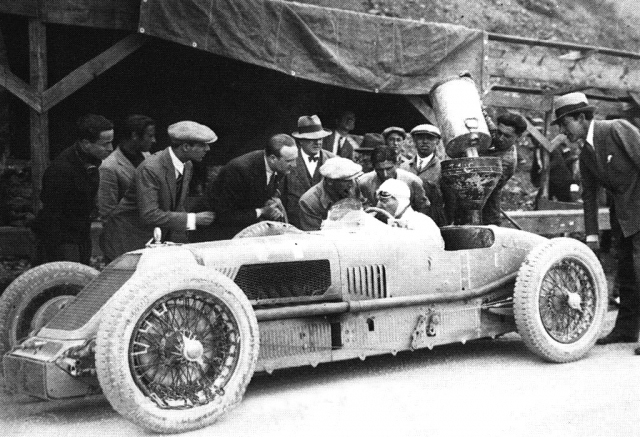
Emilio Materassi su Talbot

San Piero è stato teatro di molte gare automobilistiche e motociclistiche anche storiche come la Mille Miglia ed il Circuito stradale del Mugello. La partenza e i box di quest'ultimo erano proprio nei pressi del paese. Per quanto riguarda altre gare meno famose, San Piero ha ospitato nel 1967 una gara della Formula 3 sul circuito stradale della Fortezza, ed infine il "Giro delle Vespe" (disputatosi dal '49 al '54 in un circuito improvvisato all'interno dell'abitato, dove i concorrenti correvano con gli scooter chiamati Vespe, dal marchio della Piaggio).

## Galleria d'immagini

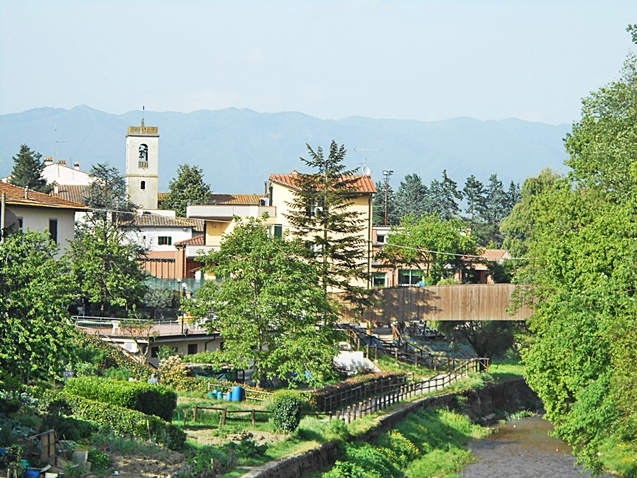
Panorama sul fiume Carza
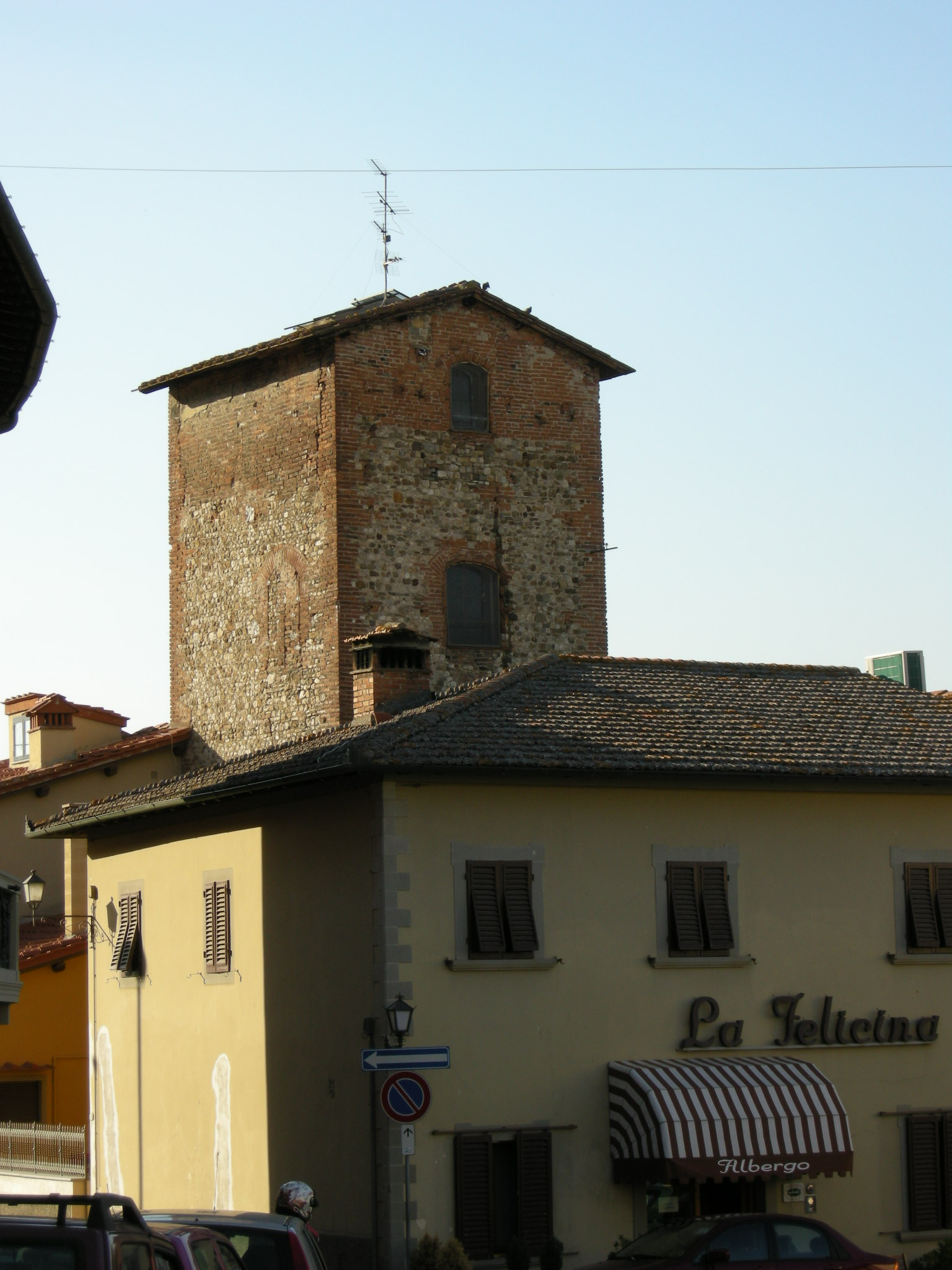
Torre dello Scoronconcolo
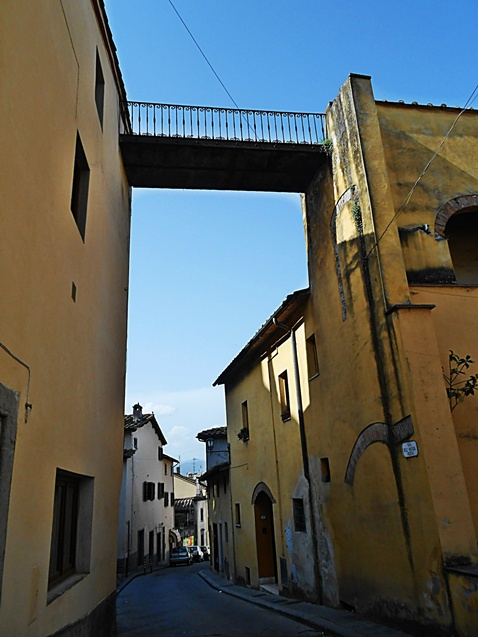
Via dell'Antica Posta
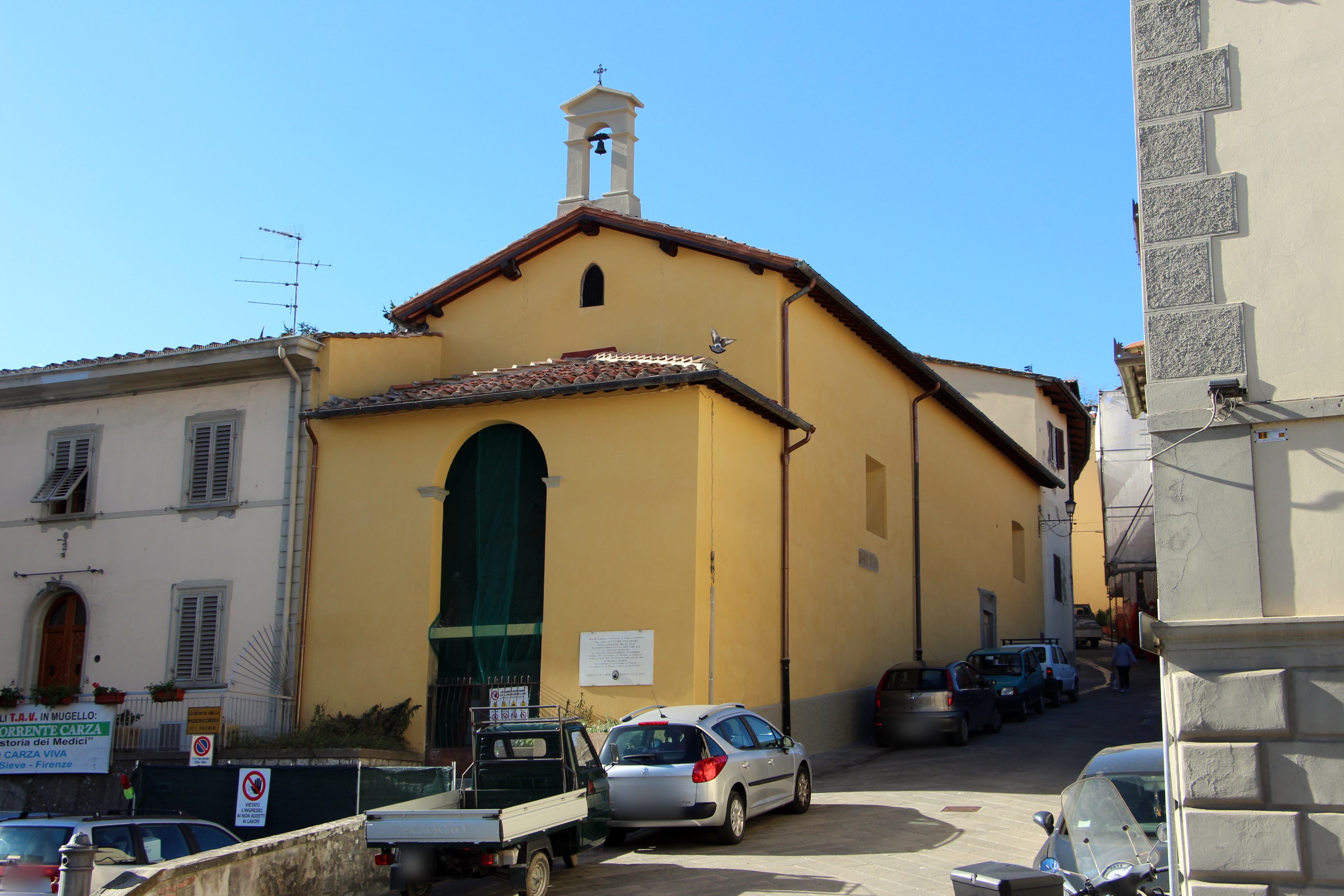
Oratorio della Compagnia
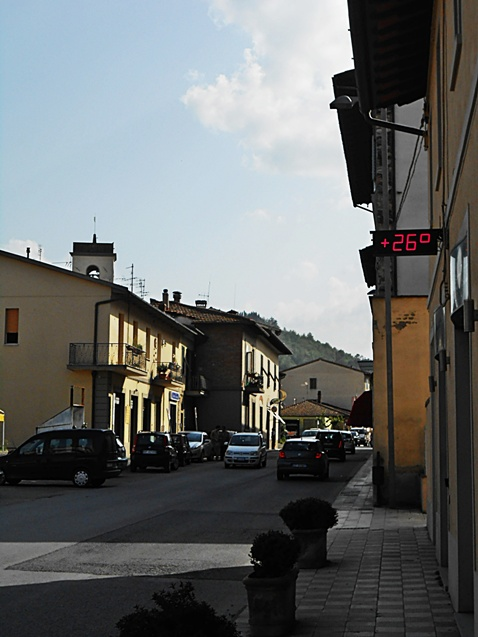
Via Provinciale
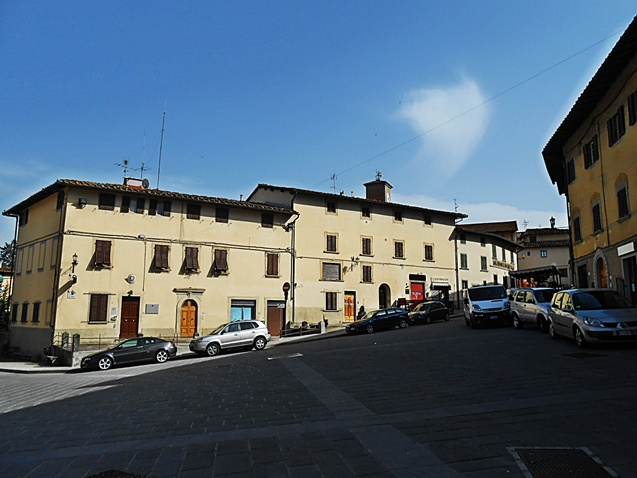
Palazzi Rinascimentali nella Piazza